# 64-я авиационная дивизия
 64-я авиацио́нная диви́зия  (64-я ад) — авиационное воинское соединение истребительной и бомбардировочной авиации Вооружённых Сил СССР в Великой Отечественной войне.

## Формирование дивизии
64-я авиационная дивизия сформирована в марте 1941 года на аэродроме города Станислава (Ивано-Франковск) в составе ВВС Киевского особого военного округа.

## Переформирование дивизии
64-я авиационная дивизия 15 февраля 1942 года обращена на формирование ВВС 6-й армии.

## В действующей армии
В составе действующей армии:
- с 22 июня 1941 года по 15 февраля 1942 года

## Состав дивизии
| Части                                              | Период                     |
| -------------------------------------------------- | -------------------------- |
| 12-й истребительный авиационный полк               | 01.05.1941 г. — 09.10.1941 |
| 43-й бомбардировочный авиационный полк             | 28.10.1941 г. — 15.02.1942 |
| 89-й истребительный авиационный полк               | 01.08.1941 г. — 15.08.1941 |
| 91-й истребительный авиационный полк               | 12.10.1941 г. — 11.1941    |
| 131-й истребительный авиационный полк              | 20.08.1941 г. — 01.09.1941 |
| 146-й истребительный авиационный полк              | 20.07.1941 г. — 14.08.1941 |
| 149-й истребительный авиационный полк              | 22.06.1941 г. — 01.10.1941 |
| 166-й истребительный авиационный полк              | 27.05.1941 г. — 30.09.1941 |
| 181-й истребительный авиационный полк              | 07.09.1941 г. — 10.02.1942 |
| 132-й скоростной бомбардировочный авиационный полк | 07.07.1941 г. — 10.02.1942 |

| И-15 бис | И-153 | И-16 |

## В составе соединений и объединений
| Дата            | Фронт (округ)                 | Армия      | Корпус | Примечания |
| --------------- | ----------------------------- | ---------- | ------ | ---------- |
| 01.03.1941 г.   | Киевский особый военный округ | ВВС округа | -      | -          |
| 22.06.1941 года | Юго-Западный фронт            | ВВС фронта | -      | -          |
| 30.07.1941 года | Южный фронт                   | ВВС фронта | -      | -          |
| 07.09.1941 года | Юго-Западный фронт            | ВВС фронта | -      | -          |
| 15.02.1942 года | Юго-Западный фронт            | ВВС фронта | -      | -          |

## Командиры дивизии
| Звание                    | Имя                            | Период                    | Примечание |
| ------------------------- | ------------------------------ | ------------------------- | ---------- |
| Генерал-лейтенант авиации | Кравченко Григорий Пантелеевич | 01.03.1941 — 22.06.1941   |            |
| Полковник                 | Осадчий Александр Петрович     | 23.06.1941 — 01.12.1941   |            |
| Полковник                 | Фокин Василий Васильевич       | 10.12.1941 — февраль 1942 |            |

## Участие в операциях и битвах
- Приграничные сражения — с 22 июня 1941 года по 29 июня 1941 года
- Киевская операция[3] — с 25 июля 1941 года по 10 сентября 1941 года.

## Отличившиеся воины дивизии
- Навроцкий Михаил Алексеевич, лейтенант, штурман самолёта 132-го скоростного бомбардировочного авиационного полка 64-й авиационной дивизии Военно-Воздушных Сил 18-й армии Южного фронта удостоен звания Герой Советского Союза. Золотая Звезда № 681.

## Базирование дивизии
Дивизия базировалась до 22 июня 1941 года на аэродроме города Станислава (Ивано-Франковск)